# Protaetia mentawaica
Protaetia (Pachyprotaetia) mentawaica – gatunek chrząszcza z rodziny poświętnikowatych i podrodziny kruszczycowatych.
Gatunek ten został opisany w 2011 roku przez Stanislava Jákla.
Ciało długości od 15,5 do 16,5 mm, owalne, ciemnobrązowe do oliwkowego z rudym do beżowego zdobieniem. Głowa kremowo omszona. Na przedpleczu łatki kremowego omszenia. Pokrywy z łatkami żółtawobrązowego do ochrowego omszenia. Omszenie pygidium żółtawe do brązowego. U samca golenie przedniej pary odnóży z dwoma ząbkami. Wewnętrzna strona goleni odnóży tylnych ze szczoteczką krótkich szczecin. Paramery mają brzuszną stronę części wierzchołkowej bez guzka.
Chrząszcz orientalny, znany wyłącznie z indonezyjskiej wyspy Siberut.